# Lista de clubes de futebol da Guatemala
Esta é uma lista de clubes de futebol da Guatemala

## Clubes de futebol pertencentes aoDepartamento de Guatemala
| - Guatemala Fútbol Club (Cidade da Guatemala) - Hércules Fútbol Club (Cidade da Guatemala) - Universidad SC (Cidade da Guatemala) - Racing Fútbol Club (Cidade da Guatemala) - Club de Fútbol Tipografía Nacional (Cidade da Guatemala) - Eureka Fútbol Club (Cidade da Guatemala) - Deportivo Aviateca (Cidade da Guatemala) - IGSS (Cidade da Guatemala) - Pepsi Cola Fútbol Club (Cidade da Guatemala) - Cementos Novella Fútbol Club (Cidade da Guatemala) - Club Social y Deportivo Galcasa de Villa Nueva (Villa Nueva) | - Club Social y Deportivo Municipal (Cidade da Guatemala) - IRCA (Cidade da Guatemala) - Comunicaciones Fútbol Club (Cidade da Guatemala) - Aurora Fútbol Club (Cidade da Guatemala) - Utatlán Fútbol Club (Cidade da Guatemala) - Chichicaste Fútbol Club (Cidade da Guatemala) - Folgar Fútbol Club (Cidade da Guatemala) - Correos Fútbol Club (Cidade da Guatemala) - Gallo Fútbol Club (Cidade da Guatemala) - Deportivo Amatitlán (Amatitlán) - Deportivo Petapa (Petapa) |

## Clubes de futebol pertencentes aoDepartamento de Escuintla
| - Deportivo Escuintla (Escuintla) - Azucareros Cotzumagalpa (Santa Lucía Cotzumalguapa) | - Ases del Minar (Tiquisate) - Deportivo Escuintleca (Escuintla) |

## Clubes de futebol pertencentes aoDepartamento de Sacatepéquez
| - Antigua Guatemala Fútbol Club (Antigua Guatemala) |

## Clubes de futebol pertencentes aoDepartamento de Quetzaltenango
| - Club Social y Deportivo Xelajú Mario Camposeco (Quetzaltenango) - América de Quetzaltenango (Quetzaltenango) | - Rosario Fútbol Club (Quetzaltenango) - Botrán Fútbol Club (Quetzaltenango) |

## Clubes de futebol pertencentes aoDepartamento de Retalhuleu
| - Club Social y Deportivo Juventud Retalteca (Retalhuleu) |

## Clubes de futebol pertencentes aoDepartamento de El Quiché
| - Quiché Fútbol Club (Santa Cruz del Quiché) |

## Clubes de futebol pertencentes aoDepartamento de El Progreso
| - Sanarate Fútbol Club (Sanarate) | - Deportivo Guastatoya (Guastatoya) |

## Clubes de futebol pertencentes aoDepartamento de Zacapa
| - Deportivo Zacapa (Zacapa) |

## Clubes de futebol pertencentes aoDepartamento de Alta Verapaz
| - Cobán Imperial (Cobán) | - Club Social y Deportivo Carchá (San Pedro Carchá) |

## Clubes de futebol pertencentes aoDepartamento de Huehuetenango
| - Huehuetenango Fútbol Club (Huehuetenango) - Halcones Fútbol Club (La Democracia) | - Deportivo Xinabajul (Huehuetenango) |

## Clubes de futebol pertencentes aoDepartamento de San Marcos
| - Deportivo Marquense (San Marcos) | - Deportivo Malacateco (Malacatán) |

## Clubes de futebol pertencentes aoDepartamento de Chiquimula
| - Club Social y Deportivo Sacachispas (Chiquimula) |

## Clubes de futebol pertencentes aoDepartamento de Suchitepéquez
| - Club Social y Deportivo Suchitepéquez (Mazatenango) | - Ingenio Palo Gordo Fútbol Club (San Antonio Suchitepequez) |

## Clubes de futebol pertencentes aoDepartamento de Izabal
| - JUCA (Puerto Barrios) - Tally Juventud Católica (Puerto Barrios) | - Bandegua Fútbol Club (Morales) |

## Clubes de futebol pertencentes aoDepartamento de Jutiapa
| - Pensamiento Fútbol Club (Jalpatagua) - Deportivo Achuapa (Jutiapa) | - Deportivo Mictlán (Asunción Mita) |

## Clubes de futebol pertencentes aoDepartamento de Jalapa
| - Deportivo Jalapa (Jalapa) | - Deportivo Teculután (Teculután) |

## Clubes de futebol pertencentes aoDepartamento de Santa Rosa
| - Deportivo Chiquimulilla (Chiquimulilla) |

## Clubes de futebol pertencentes aoDepartamento de Chimaltenango
| - Deportivo Chimaltenango (Chimaltenango) |